# Nemestrinus capito
Nemestrinus capito är en tvåvingeart som först beskrevs av Friedrich Hermann Loew 1873.  Nemestrinus capito ingår i släktet Nemestrinus och familjen Nemestrinidae. Inga underarter finns listade i Catalogue of Life.